# ГЕС Nàzixiá
ГЕС Nàzixiá (纳子峡水电站) — гідроелектростанція на півночі Китаю у провінції Цінхай. Входить до складу каскаду на річці Датонг, лівій притоці Huangshui, котра в свою чергу є лівою притокою Хуанхе.
У межах проекту річку перекрили насипною греблею із бетонним облицюванням висотою 122 метра, довжиною 408 метрів та шириною по гребеню 10 метрів, яка потребувала 5,3 млн м3 матеріалу. Вона утримує водосховище з об'ємом 733 млн м3 (корисний об’єм 172 млн м3) та нормальним рівнем поверхні на позначці 3201,5 метра НРМ.
Ресурс зі сховища подається до машинного залу, облаштованого на лівому березі за 0,4 км від греблі. Тут встановлено три турбіни типу Френсіс потужністю по 29 МВт, які використовують напір від 100,5 до 113,5 метра (номінальний напір 103 метра) та забезпечують виробництво 311 млн кВт-год електроенергії на рік.